# Хьерне, Харальд Габриель
Харальд Габриель Хьерне (Иерне, Йерне, Ерне; швед. Harald Gabriel Hjärne; 2 мая 1848, Клагсторп, лен Скараборг — 6 января 1922, Уппсала) — шведский историк и общественный деятель; доктор наук (1872), член Шведской академии (1903—1922); депутат второй палаты Риксдага в 1902—1908 и первой палаты в 1912—1918.

## Биография
Харальд Габриель Хьерне родился 2 мая 1848 года в Клагсторпе.
С 1885 по 1913 годы Хьярне был профессором истории Уппсальского университета. Совершил ряд научных путешествий странам Европы (Дания, Германия, Австрия, Италия, Англия) и по Российской Империи; известен как серьёзный знаток истории Восточной Европы.
Опубликовал: «Om den fornsvenska nämnden enligt Götalagarne» (1872); «Om förhållandet mellan landslagens båda editioner» (1883); «Till belysning af Polens nordiska politik närmast före kongressen i Stettin 1570»; «Sigismunds svenska resor», «De äldsta svensk-ryska legationsakterna» (всё в Уппсале, 1884), и культурно-исторический очерк: «Från Moskwa till Petersburg. Rysslands Omdaning» (Уппсала, 1888—1889).
В статье «Ryska konstitutionsprojekt år 1730 efter svenska förebilder» (в «Historisk Tidskrift», 1884) Хьерне впервые сделал попытку точно указать шведские источники «кондиций» верховников, сопоставив их с соответственными статьями шведских государственных актов: «формы правления» (1720) и «королевской присяги» Фридриха I, относящейся к тому же году. В русской литературе этими данными воспользовался П. Н. Милюков, в своей статье: «Попытка государственной реформы при воцарении императрицы Анны Иоанновны».
Харальд Габриель Хьерне умер 6 января 1922 года в городе Уппсале.